# Малые интерферирующие РНК
Ма́лые интерфери́рующие РНК или короткие интерферирующие РНК (англ. siRNA, small interfering RNA) — это класс двухцепочечных РНК, длиной 20-25 нуклеотидов. Взаимодействие малых интерферирующих РНК с матричной РНК (мРНК) целевого гена приводит к деградации последней (в процессе РНК-интерференции), предотвращая трансляцию мРНК на рибосомах в кодируемый ею белок. В конечном итоге результат действия малых интерферирующих РНК идентичен тому, как если бы просто снижалась экспрессия гена.
В клетке РНК-интерференция является важной частью механизмов противовирусной защиты и поддержания структуры хроматина. Молекулярные механизмы данных взаимодействий в настоящее время исследуются, в частности, была предложена гипотеза участия малых РНК в РНК-зависимом метилировании ДНК.

## История
Малые интерферирующие РНК были открыты в 1999 году группой Дэвида Болкомба в Великобритании как компонент системы пост-транскрипционного сайленсинга генов у растений. Группа опубликовала полученные данные в журнале Science.
В 2001 году группой Томаса Тушля было показано, что синтетические малые интерферирующие РНК могут индуцировать РНК-интерференцию в клетках млекопитающих. Соответствующие результаты были опубликованы в журнале Nature. Это открытие привело к росту интереса к использованию РНК-интерференции для биомедицинских исследований и разработки лекарственных препаратов.

## Структура
Малые интерферирующие РНК представляют собой короткие (как правило, длиной 21 нуклеотид) двухцепочечные РНК с двумя неспаренными выступающими нуклеотидами на 3'-концах.

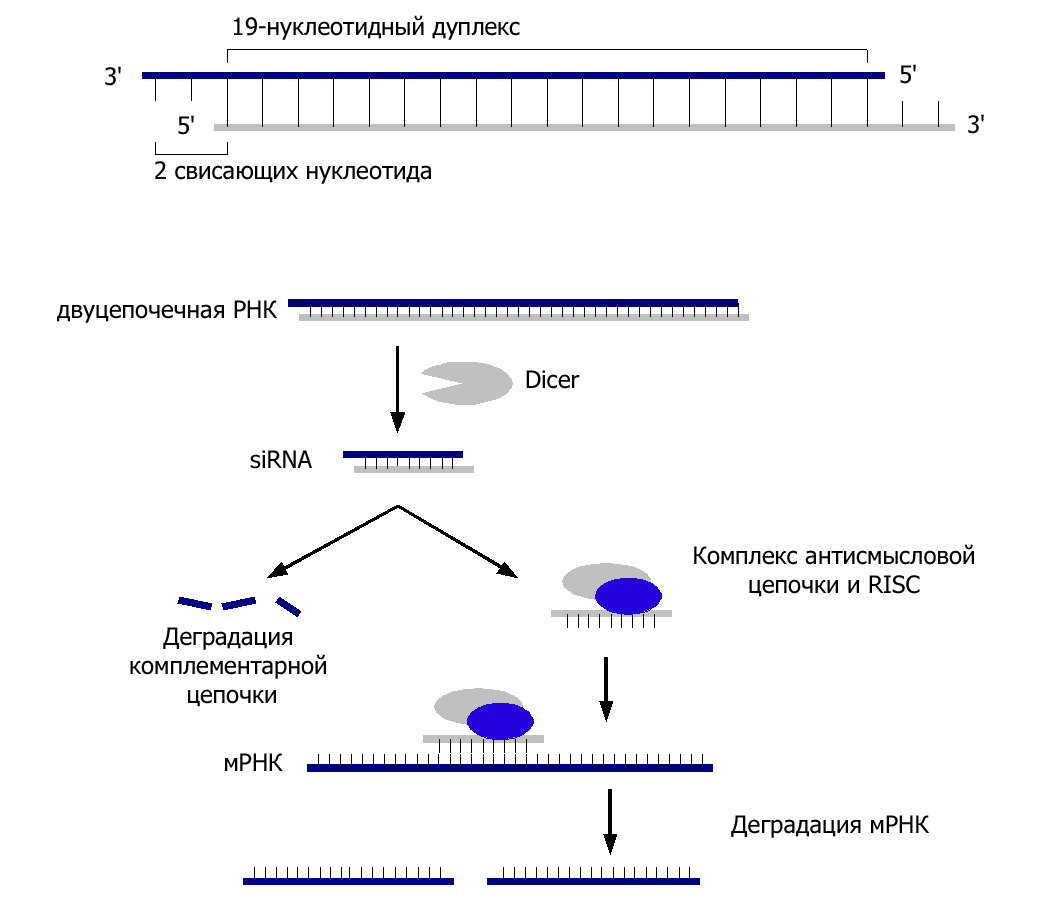
Механизм синтеза малых интерферирующих РНК

Каждая из двух цепей РНК имеет фосфатную группу на 5'-конце и гидроксильную группу на 3'-конце. Короткие интерферирующие РНК с такой структурой образуются в результате активности фермента Dicer, субстратами которого являются длинные двухцепочечные РНК или короткие РНК, содержащие шпильки. Малые интерферирующие РНК могут быть искусственно введены в клетки для нокдауна определённого гена. При этом экспрессия практически любого гена с известной последовательностью нуклеотидов может быть целенаправленно изменена. Данное свойство делает короткие интерферирующие РНК удобным инструментом для исследования функций генов и изучения мишеней лекарственных средств.

## Индукция РНК-интерференции

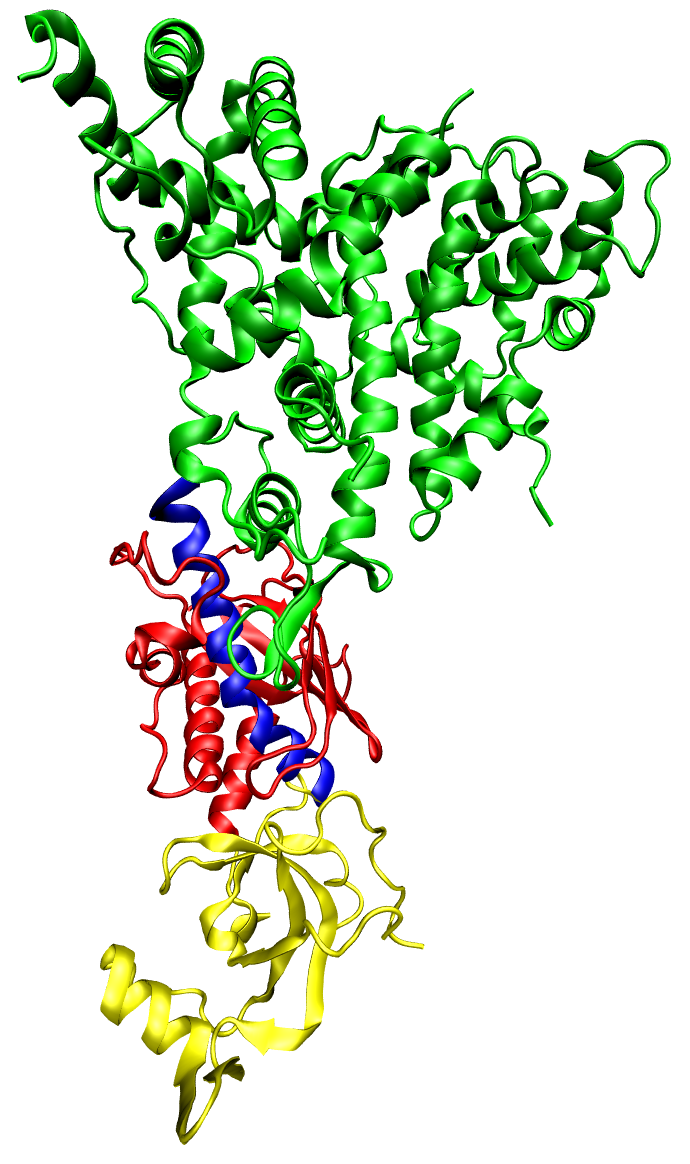
Модель структуры белка Dicer, домены обозначены цветами

Целенаправленное подавление экспрессии генов с помощью трансфекции экзогенной интерферирующей РНК в клетки связано с определёнными трудностями, поскольку нокдаун гена в этом случае имеет временный характер, особенно в быстро делящихся клетках. Один из способов преодоления этих трудностей состоит в том, чтобы ввести в клетку вектор, обеспечивающий экспрессию соответствующей малой интерферирующей РНК в течение более длительного периода времени. Такой вектор, как правило, содержит промотор U6 или H1, обеспечивающий транскрипцию РНК-полимеразой III, которая транскрибирует малые ядерные РНК. За промотором следуют короткая последовательность нуклеотидов, кодирующая малую интерферирующую РНК (19—29 нуклеотидов) и последовательность комплементарная ей, которые разделены между собой 4—11 нуклеотидами, которые во вторичной структуре малой интерферирующей РНК образуют петлю. В целом, соответствующий транскрипт напоминает по форме шпильку в результате комплементарного спаривания последовательностей в его начале и конце. Предполагается (хотя это не установлено достоверно), что такие шпильки затем превращаются в короткие интерферирующие РНК под действием фермента Dicer.

## РНК-зависимая активация генов
Двухцепочечные РНК могут усиливать экспрессию генов по механизму, называемому РНК-зависимой активацией генов (англ. RNAa, small RNA-induced gene activation). Показано, что двухцепочечные РНК, комплементарные промоторам генов-мишеней, вызывают активацию соответствующих генов. РНК-зависимая активация при введении синтетических двухцепочечных РНК была показана для клеток человека. Неизвестно, имеется ли подобная система в клетках других организмов.

## Исключение неспецифических эффектов
Поскольку РНК-интерференция пересекается со множеством других биохимических путей, при экспериментальном введении малых интерферирующих РНК могут наблюдаться неспецифические эффекты. Двухцепочечные РНК, в том числе малые интерферирующие РНК, в клетках млекопитающих могут быть ошибочно распознаны как признак заражения вирусом и вызвать имунный ответ. Более того, микроРНК могут связываться со схожими по структуре мРНК за счёт неполного комплементарного взаимодействия, что может привести к непреднамеренному изменению экспрессии других генов.

### Врождённый иммунитет
Введение значительного количества малых интерферирующих РНК может вызвать побочные эффекты из-за того, что включается врождённый иммунный ответ. Вероятно, это происходит из-за активации протеинкиназы R, которая чувствительна к малым интерферирующим РНК, возможно также участие гена RIG I (англ. retinoic acid inducible gene I). Также описана индукция цитокинов через рецептор TLR 7 (англ. toll-like receptor 7). Один из перспективных методов снижения побочных эффектов состоит в преобразовании малых интерферирующих РНК в микроРНК. МикроРНК синтезируются в норме, поэтому сравнительно небольшая концентрация образующихся малых интерферирующих РНК может приводить к сравнимому по силе эффекту нокдауна генов. Это должно свести к минимуму побочные эффекты.

### Побочные эффекты
Сбой мишени - это ещё одна трудность при использовании малых интерферирующих РНК как инструмента для достижения нокдауна генов. Гены с неполной комплементарностью блокируются малыми интерферирующими РНК (т. е. фактически малые интерферирующие РНК действуют как микроРНК), что приводит к трудностям в интерпретации результатов опытов и содержит риск токсичности. Однако, этого можно избежать, организуя соответствующие контрольные опыты, и создавая алгоритмы конструирования малых интерферирующих РНК, которые приводят к таким РНК, не дающим сбоев мишени. Затем можно проанализировать экспрессию генов по всему геному, например, при помощи метода микромассивов (англ. microarray technology), чтобы проверить отсутствие сбоев мишени и произвести дальнейшую настройку алгоритмов. В статье сотрудников лаборатории доктора Хворовой за 2006 год рассматриваются фрагменты длиной 6 или 7 пар оснований, начинающиеся с позиции 2, в малой интерферирующей РНК, соответствующей участку 3’UTR в генах, где происходит сбой мишени.

## Возможные применения в терапии и препятствия к этому
РНК-интерференция на основе малых интерферирующих РНК вызвала огромный интерес в фундаментальной  и прикладной биологии, так как данный метод позволяет выборочно изменять экспрессию определенных генов. Число широкоохватных тестов на базе РНК-интерференции для выявления важных генов в биохимических путях постоянно растет. Поскольку развитие болезней также обусловлено активностью генов, ожидается, что в некоторых случаях выключение гена при помощи малой интерферирующей РНК может давать терапевтический эффект.
Однако применение РНК-интерференции на основе малых интерферирующих РНК к животным, и в особенности к людям, сталкивается со множеством трудностей. 
В экспериментах было показано, что эффективность малых интерферирующих РНК оказывается различной для разных типов клеток: одни клетки легко откликаются на воздействие малых интерферирующих РНК и демонстрируют снижение экспрессии генов, в других же подобного не наблюдается, несмотря на эффективную трансфекцию. Причины этого явления пока что плохо изучены.
Результаты первой фазы испытаний двух первых терапевтических препаратов, действующих по механизму РНК-интерференции (предназначены для лечения макулодистрофии), опубликованные в конце 2005 года, показывают, что препараты на основе малых интерферирующих РНК легко переносятся пациентами и имеют приемлемые фармакокинетические свойства.
Предварительные клинические испытания малых интерферирующих РНК, нацеленных на вирус Эбола, указывают на то, что они могут быть эффективны для постконтактной профилактики заболевания. Данный препарат позволил выжить всей группе подопытных приматов, получивших летальную дозу Заирского Эболавируса.
В 2021 году Институтом иммунологии ФМБА России было запатентовано комбинированное лекарственное средство «МИР-19» на основе малой интерферирующей РНК предназначенное для применения при COVID-19.